# Resonite
Resonite es una plataforma de mundo virtual en línea creada por Tomáš “Frooxius” Mariančík, un desarrollador checo, y operada por Yellow Dog Man Studios. La plataforma permite a los usuarios interactuar con otros utilizando avatares y mundos 3D creados por ellos mismos, e integrar e interactuar con una amplia gama de elementos y medios. La plataforma permite a los usuarios construir y compartir una amplia gama de contenido 3D personalizado directamente dentro del entorno, incluyendo avatares, objetos interactivos y espacios explorables completos,todo lo cual es creado y compartido por la comunidad. Resonite está diseñado principalmente para su uso con cascos de realidad virtual y está disponible para PC con Microsoft Windows. También tiene un modo "escritorio" diseñado para ratón y teclado, con la capacidad de cambiar sin problemas entre modos.

## Soporte de hardware
Resonite soporta varios auriculares de VR como el Oculus Rift, Oculus Quest, HTC Vive, Valve Index, and Windows Mixed Reality.